# کودکان در درگیری فلسطین و اسرائیل
|                                                                                        |  |  |
| دختر اسرائیلی (راست) و یک پسر فلسطینی (چپ) نزدیک خانه‌هایی که در طی جنگ غزه صدمه دیدند. |  |  |

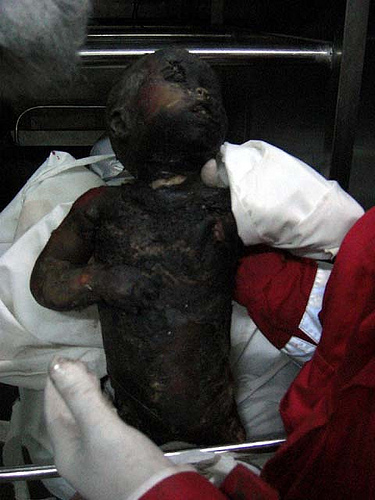
نوزاد فلسطینی کشته شده توسط ارتش اسرائیل

کودکان در منازعه اسرائیل-فلسطین به تأثیر منازعه اسرائیل-فلسطین بر افراد صغیر در اسرائیل و سرزمین‌های فلسطینی اشاره دارد. هم نیروهای دفاعی اسرائیل و هم گروه‌های نظامی فلسطینی به نقض حقوق کودکان و موجب جراحت و مرگ شدن متهم شده‌اند. رسانه‌ها به صورت دستکاری شده برای ایجاد پشتیبانی از طرف‌های مختلف استفاده شده‌اند. در اواخر آوریل ۲۰۱۵ میلادی، دیدبان حقوق بشر از سازمان ملل متحد خواست تا هم اسرائیل و هم حماس را در رابطه با نقض حقوق کودکان در یک منازعه، در «فهرست شرم» خودش قرار دهد.
در ۲۸ ژانویه ۲۰۲۴، حداقل ۱۰۰۰۰ نفر از ۲۶۴۰۰ نفری که از غزه کشته شدند، کودکان فلسطینی بودند. در ۲۴ اکتبر ۲۰۲۳، برآورد روزانه کودکان کشته یا زخمی ۴۰۰ نفر بود. در ۲۰ ژانویه ۲۰۲۴، تقریباً یک میلیون کودک در داخل غزه آواره شده‌اند. اکثر آنها در استان جنوبی رفح در مرز مصر بودند، که در حال حاضر پرجمعیت‌ترین استان در نوار غزه است. قبل از خصومت‌های کنونی، کودکان ۴۷ درصد (۱٫۱ میلیون) از جمعیت غزه را تشکیل می‌دادند. از ۷ اکتبر ۲۰۲۳، درگیری تقریباً همه آنها را تحت تأثیر قرار داده است. کودکان در معرض مرگ، آسیب، و از دست دادن خانواده و خانه قرار می‌گیرند و آسیب‌های جسمی و روانی را تحمل می‌کنند. درگیری منجر به تخریب فضاهای امن مانند مدارس و بیمارستان‌ها و محرومیت از دسترسی به کمک‌های بشردوستانه شده است و کودکان را در پناهگاه‌های شلوغ با دسترسی محدود به کالاها و خدمات ضروری رها می‌کند.
به گفته یک سازمان غیردولتی فلسطینی، هر ۱۵ دقیقه یک کودک در بمباران غزه توسط اسرائیل کشته می‌شود. سخنگوی سازمان بین‌المللی دفاع از کودکان – فلسطین (DCIP) گفت: «ما در زمان واقعی شاهد یک نسل‌کشی هستیم. بمباران غزه توسط اسراییل توسط دبیرکل سازمان ملل متحد "قبرستان کودکان" نامیده شده است و طبق حکم دیوان بین‌المللی دادگستری "اقدامات اسرائیل می‌تواند به نسل‌کشی تبدیل شود” جنگ اسرائیل علیه غزه کنوانسیون حقوق کودک سازمان ملل را نقض می‌کند و سکوت در برابر قتل‌عام و معلولیت کودکان، همدستی با اسرائیل است.
در واقع مناقشه اسرائیل و فلسطین بهای سنگینی را به خصوص بر دوش کودکان منطقه تحمیل می‌کند. زمانی که غیرنظامیان، از جمله کودکان، به دلیل درگیری می‌میرند و مثله می‌شوندکشتار و معلول کردن کودکان. ربودن کودکان؛ حمله به مدارس و مراکز بهداشتی؛ و محرومیت از دسترسی بشردوستانه، همهٔ آن چیزی است که در فلسطین در حال وقوع است. کودکان فلسطینی امروز پنجمین نسلی هستند که تحت اشغال اسراییل زندگی می‌کنند و تحت خشونت، تحرک محدود و آوارگی هستند... کودکان در غزه که دیده‌بان حقوق بشر از آن به عنوان بزرگ‌ترین «زندان روباز» جهان یاد می‌کند، از محاصره زمینی/هوایی/دریایی به مدت چندین دهه رنج می‌برند. کودکان ساکن غزه هرگز چیزی جز ازدحام بیش از حد، کمبود، درگیری و خطر نمی‌شناسند. و وحشت‌های غیرقابل تصوری را متحمل شده‌اند. خشونت در سراسر کرانه باختری و نوار غزه رخنه کرده است. کودکان فلسطینی به دلیل وضعیت نامناسب خود از مشکلات جسمی مختلفی از جمله سوء تغذیه متوسط تا شدید رنج می‌برند. گزارش شده است که از هر شش کودک یک کودک در حال حاضر سوء تغذیه دارد. این کودکان همچنین از اختلالات سلامت روانی قابل توجهی رنج می‌برند.
قرار گرفتن در معرض خشونت و بی‌ثباتی می‌تواند باعث ایجاد چالش‌های روحی و جسمی در میان کودکان شود که یکی از آسیب پذیرترین جمعیت‌های جهان هستند. کودکان فلسطینی به دلیل درگیری نظامی، آوارگی اجباری و عدم دسترسی به منابع ضروری مانند غذا، آب و برق، مدت‌هاست در معرض خشونت و بی‌ثباتی قرار گرفته‌اند. سازمان نجات کودکان در ۱۲ مارس ۲۰۲۴ - اعلام کرد که ۱۷ سال محاصره، باعث آسیب روحی بی‌امان به کودکان غزه شده است. والدین و مراقبان به سازمان حقوق کودک گفتند که ظرفیت کودکان حتی برای تصور آینده بدون جنگ عملاً از بین رفته است. پریشانی عاطفی ناشی از، از دست دادن عزیزان، اجبار به فرار از خیابان‌های مملو از آوار و اجساد، و بیدار شدن هر روز صبح که نمی‌دانند آیا می‌توانند غذا بخورند یا خیر، باعث شده است که والدین و مراقبان به‌طور فزاینده‌ای قادر به مقابله نباشند. والدین خاطرنشان کردند که کودکان از امیدها یا جاه طلبی‌های خود برای آینده دست کشیده‌اند.